# Keiji Sada
Keiji Sada (佐田啓二, Sada Keiji) est un acteur japonais, né le 9 décembre 1926 à Shimogyō-ku et mort le 17 août 1964 à Nirasaki.
Il est apparu dans près de cent cinquante films en dix-sept ans de carrière.

## Biographie
Keiji Sada naît en 1926 sous le nom de Kan'ichi Nakai (中井寛一, Nakai Kan'ichi).
Il devient l'un des acteurs favoris de Keisuke Kinoshita, et de Yasujirō Ozu avec qui il a tourné quatre films, entre 1958 et 1962.
Il est apparu dans près de cent cinquante films entre 1947 et 1964, année de sa mort.

### Vie privée
Sa fille, Kie Nakai (en) née en 1957, et son fils, Kiichi Nakai né en 1962, sont également acteurs.

### Mort
Le 17 août 1964, alors que Sada rentre en famille de sa résidence d'été du mont Tateshina dans la préfecture de Nagano, leur chauffeur entre en collision avec un taxi sur le pont de Nirasaki : Sada est tué sur le coup, tandis que sa femme et ses deux enfants s'en sortent indemnes.
Ses funérailles ont lieu au cimetière d'Aoyama à Tokyo au milieu d'une assistance de plusieurs milliers de personnes. Sa tombe se trouve dans le temple Engaku-ji de Kamakura.

## Filmographie partielle

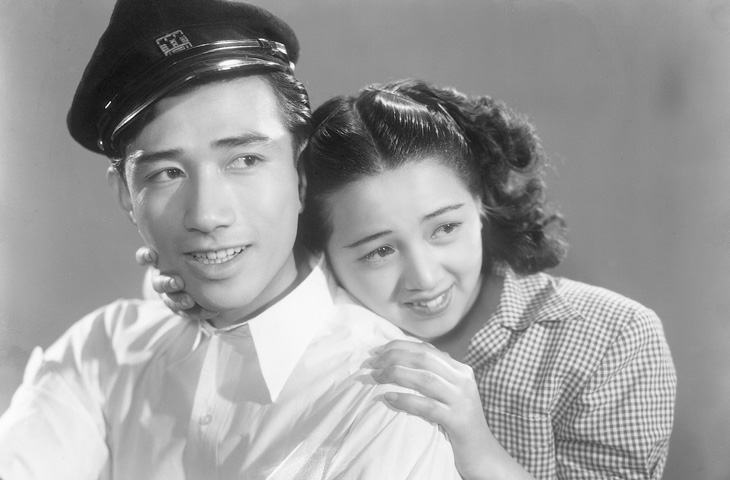
Keiji Sada et Yōko Katsuragi dans Le Portrait (1948).

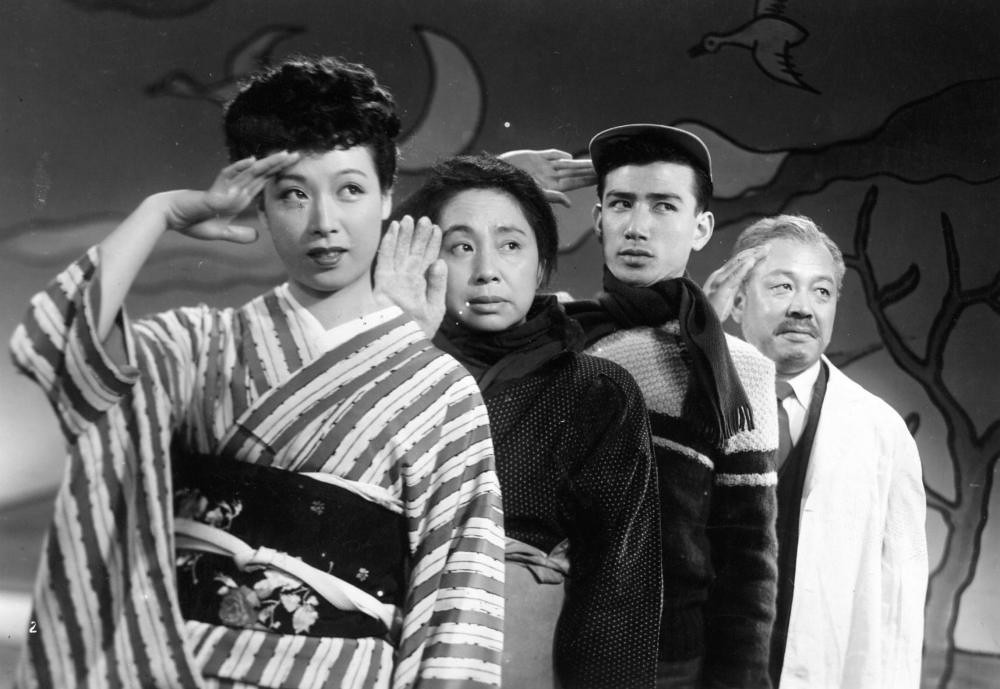
Chikage Awashima, Akiko Tamura, Keiji Sada et Eijirō Yanagi dans Pas de consultations aujourd'hui (1952).

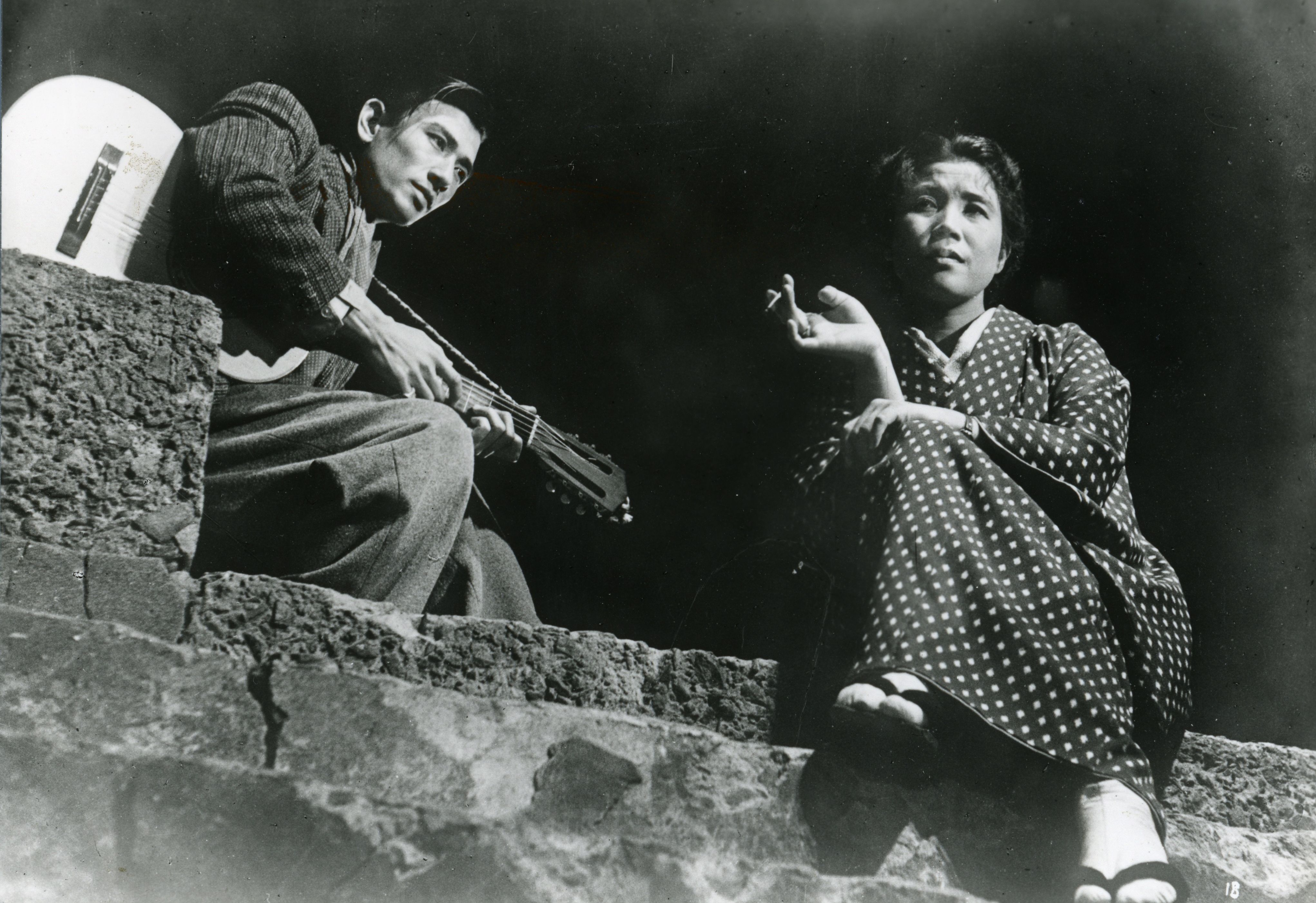
Keiji Sada et Yūko Mochizuki dans La Tragédie du Japon (1953).

Yoshiko Kuga et Keiji Sada dans Bonjour (1959).

### Années 1940
- 1947 : Le Phénix (不死鳥, Fushichō?) de Keisuke Kinoshita : Shin'ichi Yasaka
- 1948 : Le Portrait (肖像, Shōzō?) de Keisuke Kinoshita : Nakajima
- 1948 : Kane no naru oka: Dai san hen, kuro no maki (鐘の鳴る丘 第三篇クロの巻?) de Keisuke Sasaki : Shūhei Kagami
- 1949 : Santé, Mademoiselle ! (お嬢さん乾杯, Ojōsan kanpai?) de Keisuke Kinoshita : Gorō
- 1949 : Les lèvres vermeilles n'ont toujours pas disparu (朱唇いまだ消えず, Beni imada kiezu?) de Minoru Shibuya
- 1949 : Le Fantôme de Yotsuya (新釈 四谷怪談 前篇, Shinshaku Yotsuya kaidan: Zenpen?) de Keisuke Kinoshita : Kohei Kobotoke
- 1949 : Le Fantôme de Yotsuya II (新釈 四谷怪談 後篇, Shinshaku Yotsuya kaidan: Kōhen?) de Keisuke Kinoshita : Kohei Kobotoke
- 1949 : Danse dans l'après-midi (真昼の円舞曲, Mahiru no embukyoku?) de Kōzaburō Yoshimura : Hidetaka

### Années 1950
- 1951 : Le Palanquin mystérieux (おぼろ駕籠, Oborokago?) de Daisuke Itō
- 1951 : Le Plaisir en famille (我が家は楽し, Waga ya wa tanoshi?) de Noboru Nakamura : Saburo Uchiyama
- 1951 : Carmen revient au pays (カルメン故郷に帰る, Karumen kokyō ni kaeru?) de Keisuke Kinoshita : M. Ogawa
- 1951 : L'École de la liberté (自由学校, Jiyū gakkō?) de Minoru Shibuya
- 1951 : Tenshi mo yume o miru (天使も夢を見る?) de Yūzō Kawashima
- 1951 : Yume ōki koro (夢多き頃?) de Yasushi Sasaki : Shūji Takaishi
- 1951 : Feux d'artifice sur la mer (海の花火, Umi no hanabi?) de Keisuke Kinoshita : Tamihiko Kujirai
- 1951 : La vie est belle (命美わし, Inochi Uruwashi?) de Hideo Ōba : Shuji Imura
- 1952 : Pas de consultations aujourd'hui (本日休診, Honitsu Kyushin?) de Minoru Shibuya : Haruzo Yukawa
- 1953 : Pêle-mêle (やつさもつさ, Yassa mossa?) de Minoru Shibuya
- 1953 : Sono imōto (その妹?) de Kenkichi Hara
- 1953 : La Tragédie du Japon (日本の悲劇, Nihon no higeki?) de Keisuke Kinoshita : Tatsuya, le musicien
- 1953 : Ojōsan shachō (お嬢さん社長?) de Yūzō Kawashima : Goro Akiyama
- 1953-1954 : Quel est ton nom ? (君の名は, Kimi no Nawa?) de Hideo Ōba
- 1954 : Shinjitsu Ichiro (真実一路?) de Yūzō Kawashima
- 1954 : Quelque part sous le ciel immense (この広い空のどこかに, Kono hiroi sora no dokoka ni?) de Masaki Kobayashi : Ryoichi Morita
- 1954 : Les Médailles (勲章, Kunsho?) de Minoru Shibuya
- 1955 : Bōmeiki (亡命記?) de Yoshitarō Nomura : Akimasa
- 1955 : Les Belles Années (美わしき歳月, Uruwashiki Saigetsu?) de Masaki Kobayashi
- 1955 : Tōkyō-Honkon mitsugetsu ryokō (東京-香港 蜜月旅行?) de Yoshitarō Nomura
- 1955 : Nuages lointains (遠い雲, Tōi kumo?) de Keisuke Kinoshita : Shunsuke
- 1956 : Kakubō Sanbagarasu (角帽三羽烏?) de Yoshitarō Nomura : caméo
- 1956 : La Fontaine (泉, Izumi?) de Masaki Kobayashi
- 1956 : Je t’achèterai (あなた買います, Anata Kaimasu?) de Masaki Kobayashi : Daisuke Kishimoto
- 1956 : Récit du tumulte d'un typhon (台風騒動記, Taifū sōdōki?) de Satsuo Yamamoto
- 1956 : Seishun no oto (青春の音?) de Hideo Sekigawa
- 1956 : Traces de femmes (女の足あと, Onna no ashiato?) de Minoru Shibuya
- 1957 : La Ligue des vertueux (正義派, Seigiha?) de Minoru Shibuya
- 1957 : L'Averse (土砂降り, Doshaburi?) de Noboru Nakamura : Kazuo
- 1957 : Au fil des ans dans la joie et la peine (喜びも悲しみも幾歳月, Yorokobi mo kanashami mo ikutoshitsuki?) de Keisuke Kinoshita : Shiro Arisawa
- 1957 : Une chandelle dans le vent (風前の灯, Fūzen no tomoshibi?) de Keisuke Kinoshita : Kaneshige Satō
- 1958 : Kuroi kafun (黒い花粉?) de Hideo Ōba : Takashi Kiso
- 1958 : Fleurs d'équinoxe (彼岸花, Higanbana?) de Yasujirō Ozu : Masahiko Taniguchi
- 1958 : Me no kabe (眼の壁?) de Hideo Ōba
- 1959 : La Condition de l'homme : Il n'y a pas de plus grand amour (人間の條件, Ningen no joken I?) de Masaki Kobayashi : Kageyama
- 1959 : L'Oiseau des printemps révolus (惜春鳥, Sekishunchō?) de Keisuke Kinoshita : Eitarō Makita
- 1959 : Bonjour (お早よう, Ohayō?) de Yasujirō Ozu : Heiichirō Fukui

### Années 1960
- 1960 : Femmes de Tokyo (女の坂, Onna no saka?) de Kōzaburō Yoshimura
- 1960 : Le Sang séché (血は乾いてる, Chi wa kawaiteru?) de Yoshishige Yoshida : Takashi Kiguchi
- 1960 : Fin d'automne (秋日和, Akibiyori?) de Yasujirō Ozu : Shotaru Goto
- 1961 : La Danse d'une femme (女舞, Onna mai?) de Hideo Ōba : Shōzō Nishikawa
- 1961 : Flocons de nuages (雲がちぎれる時, Kumo ga chigireru toki?) de Heinosuke Gosho : Yoshimi Misaki
- 1961 : Un amour éternel (永遠の人, Eien no hito?) de Keisuke Kinoshita : Takashi
- 1961 : Tsuma ari ko ari tomo arite (妻あり子あり友ありて?) d'Umetsugu Inoue : Yonesaku Nihei
- 1961 : Le Fusil de chasse (猟銃, Ryōjū?) de Heinosuke Gosho : Kadota
- 1961 : Kyōgeshō (京化粧?) de Hideo Ōba
- 1962 : Le Goût du saké (秋刀魚の味, Sanma no aji?) de Yasujirō Ozu : Koichi
- 1962 : Journal d'un ouvrier (二人で歩いた幾春秋, Futari de aruita iku haru aki?) de Keisuke Kinoshita : Yoshio Nonaka
- 1963 : Chante jeunesse ! (歌え若人達, Utae wakōdotachi?) de Keisuke Kinoshita : chanteur
- 1963 : Kekkonshiki kekkonshiki (結婚式・結婚式?) de Noboru Nakamura : Jirō Okuyama
- 1963 : Odoritai yoru (踊りたい夜?) d'Umetsugu Inoue : Tadao Tsumura
- 1964 : Zoku haikei Tennō heika-sama (続・拝啓天皇陛下様?) de Yoshitarō Nomura : Ryosuke
- 1964 : Assassinat (暗殺, Ansatsu?) de Masahiro Shinoda
- 1964 : Aku no monsho (悪の紋章?) de Hiromichi Horikawa : Shigeharu Takazawa
- 1964 : Sueur douce (甘い汗, Amai ase?) de Shirō Toyoda : Tatsuoka
- 1964 : Une Marilyn de Tokyo (モンローのような女, Monrō no yōna onna?) de Minoru Shibuya

## Récompenses et distinctions
Sauf indication contraire, les informations mentionnées dans cette section peuvent être confirmées par la base de données cinématographiques IMDb,  présente dans la section « Liens externes ».
- 1957 : prix Blue Ribbon du meilleur acteur pour ses interprétations dans Je t’achèterai et Récit du tumulte d'un typhon[4]
- 1957 : prix Kinema Junpō du meilleur acteur pour son interprétation dans Je t’achèterai[5]
- 1957 : prix Mainichi du meilleur acteur pour ses interprétations dans Je t’achèterai et Récit du tumulte d'un typhon[6]
- 1965 : prix spécial Mainichi[7]